# Kyz
Kyz (z německého kies) je starý název rudných nerostů kovového vzhledu. Z hlediska chemického složení se jedná o sulfidy, arsenidy nebo sirné soli. Jsou charakterizovány hlavně světlou barvou (světle žlutá, zlatožlutá, zlatá), relativně vysokou tvrdostí (3,5–6,5 na Mohsově stupnici tvrdosti) a nedokonalou až vůbec žádnou štěpností.

## Minerály
- kyz železný – pyrit
- kyz měděný – chalkopyrit
- kyz kopinatý – markazit
- kyz magnetový – pyrhotin